# Nacospatangus oblonga
Nacospatangus oblonga is een zee-egel uit de familie Maretiidae.
De wetenschappelijke naam van de soort werd in 1950 gepubliceerd door Theodor Mortensen.